# Emma Santos
Emma Santos (nom de plume de Marie-Annick Le Goff, née à Paris le 16 juillet 1943, où elle est morte le 13 février 1983,,) est une écrivaine française.

## Biographie
À seize ans, Emma Santos se lie avec un peintre de dix ans son aîné. Elle mène alors une « vie de bohème », doit effectuer des avortements clandestins répétés, et effectue des suppléances en tant qu'institutrice. Elle connaît des problèmes de santé avant de faire des séjours contraints dans un hôpital psychiatrique à l'Institut Marcel Rivière. 
Elle fait son entrée en littérature en 1971 avec L'Illulogicienne, refusé par une vingtaine d'éditeurs. Elle se fait connaître avec La Malcastrée,  paru en 1973,réédité par les éditions des femmes, en 1976.

## Œuvres
- L'Illulogicienne, Flammarion, 1971.
- La Malcastrée, éd. Maspero, 1973[5],[7].
  - rééd. éditions des femmes, 1976.
- La Loméchuse, éd. Kesselring, 1974.
  - rééd. éditions des femmes, 1978.
- Le Mensonge - Chronique des années de crise, Ed. Encres  (ISBN 9782862220055)
- La Punition d'Arles, Stock, 1975.
  - rééd. Stock, 2001.
- J'ai tué Emma S., éditions des femmes, 1976[8],[9].
- Le Théâtre d'Emma Santos, éditions des femmes, 1976[10].
- L'Itinéraire psychiatrique, éditions des femmes, 1977.
- Écris et tais-toi, Stock, 1978.
  - rééd. Stock, 2001.
- Effraction au réel, éditions des femmes, 2006.

## Théâtre
- J'ai tué Emma S., mise en scène par Claude Régy, Théâtre de la Gaîté Lyrique, 1976-1977.
- Le Théâtre d'Emma Santos, Théâtre des Osses, mise en scène par Gisèle Sallin, 1978-1980[11].
- J'ai tué Emma S., mise en scène de Monica Mojica, Le Colombier, 2012[12].

## Sur Emma Santos
- Elsa Polverel, « De la coupure à la cicatrice : répétition, nomination et synthome. Lecture de l'oeuvre d'Emma Santos », thèse de doctorat en littérature française, Université Sorbonne Nouvelle Paris 3, 2013.
- Marie Eve Bradette,« Mise en scène d'un corps-texte chez Emma Santos, Écrire (sur) la marge : folie et littérature, Postures, no 11, 2009.
- Franck Frame, « Emma Santos, entre écriture et folie », Les Rares, no 1, éd. La Clé sous la porte, août 2013[13].
- Roger Gentis, « Éloge de l’hystérie », La Quinzaine littéraire, no 219, 16-31 octobre 1975, p. 7-8.
- Bruno Villien, « Emma l’obstinée »,  Le Monde, 13 avril 1979.
- Françoise Tilkin, Écrire sa folie. Recherches sur l'œuvre d'Emma Santos, mémoire de licence en philologie romane, Liège, Université de Liège, 1979-1980.